# 假干旱毛蕨
假干旱毛蕨（学名：Cyclosorus pseudoaridus），为金星蕨科毛蕨属下的一个植物种。